# Pete Sandoval
Pedro "Pete" Sandoval  (Santa Ana, Salvador, 1963. május 21. –) amerikai death metal dobos, aki a Morbid Angel tagjaként ismert. 1988 óta az együttes tagja, emellett a nevéhez fűződik a grindcore stílusban tevékenykedő Terrorizer zenekar is, mellyel két nagylemezt készített. Legendás gyorsasága és komplexitása révén az egyik legtöbbször emlegetett death metal dobosnak számít, akinek játéktechnikája dobosok százaira volt hatással. 1988 óta minden Morbid Angel albumon Sandoval dobolása hallható, azonban 2010-ben bejelentette, hogy porckorongkopása miatt a következő lemezt nem tudja feldobolni, így a 
2011 júniusában Illud Divinum Insanus címmel megjelenő anyagot Tim Yeung (Divine Heresy, ex-Hate Eternal, ex-Vital Remains stb.) dobolta fel.

## Biográfia
Első jelentősebb zenekara a Terrorizer volt, mely az 1980-as évek közepén alakult. Első kiadványuk 1987-ben egy Nightmares című demo volt, melyet egy megosztott kislemez követett a Nausea zenekarral. 1988-ban jelent meg a Demo '87 című következő anyag, majd egy év múlva a World Downfall debütalbum. Ezen a korongon olyan hírességek játszottak Sandoval mellett, mint a Morbid Angel-ből ismert David Vincent, vagy Jesse Pintado, aki később többek között a Napalm Death tagjaként vált ismertté. A World Downfall a műfaj kiemelkedő klasszikusának számít, melynek folytatása csak 2006-ban készült ek Darker Days Ahead címmel. A Terrorizer debütáló lemezének megjelenésekor Sandoval már a Morbid Angelnek is a tagja volt, ahová 1988-ban került Wayne Hartsell utódjaként.
Érdekesség, hogy a Morbid Angel előtt nem használt kétlábdobot, ezt a fajta játéktechnikát mindössze néhány hónap alatt sajátította el a debütáló Altars of Madness felvételei előtt.
Az Altars of Madness megjelenésekor játéka az újdonság erejével hatott, korábban soha nem hallott sebességgel dobolt, ezért sokan kételkedtek benne, hogy a koncerteken is képes visszaadni a lemezen hallható dobtémákat. Nagymértékben hozzájárult a Blast beat tempó elterjedédéhez, játékát a pontosság, a gyors tempóváltások és a komplexitás mellett a folyamatos fejlődés jellemzi. Stílusára jellemző, hogy a leggyorsabb grind tempókat is pörgetésekkel és törésekkel színesíti.
David VIncent elmondása szerint Sandoval gyorsabban képes játszani, mint az általa programozott dobgép, Nagy Balázs a Sírontúli Melódiák című könyv szerzője pedig úgy hivatkozik rá, mint az „elsőszámú death metal dobos”ra.
Ugyan Sandoval neve a sebességcentrikus death metal dobolással forrt egybe, ennek ellenére a billentyűs hangszereken is kiismeri magát, játéka több Morbid Angel lemezen és a Terrorizer Darker Days Ahead albumán is hallható.
2010-ben bejentette, hogy porckorong kopása miatt meg kell műteni, ezért a Morbid Angel 2011 júniusában megjelenő albumán sem fog tudni dobolni. Az Illud Divinum Insanus című anyagot Tim Yeung dobolta fel.

## Diszkográfia

### Morbid Angel
- Altars of Madness (1989)
- Blessed Are the Sick (1991)
- Covenant (1993)
- Domination (1995)
- Entangled in Chaos (1996)
- Formulas Fatal to the Flesh – 1998
- Gateways to Annihilation – 2000
- Heretic – 2003

### Terrorizer
- Nightmares (Demo, 1987)
- Terrorizer / Nausea (Split, 1988)
- Demo '87 (Demo, 1988)